# جيمس أوغيلفي
جيمس أوغيلفي (بالإنجليزية: Coach Ogilvie)‏ هو مدير فني أمريكي، ولد في 1866 في إنجلترا في المملكة المتحدة، وتوفي في 12 يوليو 1950.